# Ereğli
Ereğli là một huyện thuộc tỉnh Konya, Thổ Nhĩ Kỳ. Huyện có diện tích 2560 km² và dân số thời điểm năm 2007 là 134438 người, mật độ 53 người/km².